# Tô Hiệu (xã)
Tô Hiệu là một xã thuộc huyện Thường Tín, thành phố Hà Nội, Việt Nam.

## Địa lý
Tô Hiệu tiếp giáp với các xã cùng huyện sau: xã Văn Tự ở phía Nam, xã Thống Nhất ở phía Đông, xã Lê Lợi ở phía Đông Bắc, xã Thắng Lợi ở phía Bắc, xã Dũng Tiến ở phía Tây Bắc, xã Nghiêm Xuyên ở phía Tây. Phía Tây Nam, xã Tô Hiệu giáp với xã Phượng Dực huyện Phú Xuyên. Xã Tô Hiệu nằm bên đường sắt Thống Nhất, Quốc lộ 1 cũ và mới (đường cao tốc Pháp Vân – Cầu Giẽ) (đường 1A cũ, cùng đường sắt Bắc-Nam cắt ngang xã, đường 1A mới chạy ở rìa phía Đông của xã). Chính giữa xã là ga Tía, ga đường sắt Thống Nhất.
Xã Tô Hiệu gồm 4 làng Tử Dương (Tía)  và An Duyên, An Định và Đông Duyên. Đầu thế kỷ 19, các làng của xã Tô Hiệu là các xã (thời xưa) thuộc 2 tổng của huyện Thượng Phúc phủ Thường Tín trấn Sơn Nam Thượng, là: Tử Dương, tên dân gian là làng Tía thuộc tổng Bình Lăng, còn An Duyên (Yên Duyên), tên dân gian: làng Mui, An Định, tên dân gian: làng Giành, Đông Duyên, tên dân gian: làng Đình Dâu thuộc tổng Tín Yên (Tín An). Đến năm 1831, các làng này cùng toàn phủ Thường Tín thuộc tỉnh Hà Nội. Theo Ngô Vi Liễn, tổng Tín Yên phủ Thường Tín gồm các làng xã: Đông Duyên (tức Dương Dần), Hà Vĩ, Lưu Khê, Tín Yên (tức Dừng), Yên Duyên (An Duyên, tức Mui). Làng Tử Dương (Tía) thuộc tổng Bình Lăng. Thời Pháp thuộc, đất xã Tô Hiệu thuộc huyện Thường Tín tỉnh Hà Đông. Sau cách mạng Tháng Tám, bỏ cấp tổng, xã Tô Hiệu được thành lập, lấy tên của chiến sĩ cách mạng Tô Hiệu làm tên xã. Sau cùng với huyện Thường Tín, xã Tô Hiệu lần lượt thuộc các tỉnh Hà Đông, Hà Tây, Hà Sơn Bình, Hà Tây, rồi năm 2008 được nhập về Hà Nội. Làng Tía nay nằm 2 bên Quốc lộ 1 và đường sắt Thống nhất Bắc-Nam (ga Tía).

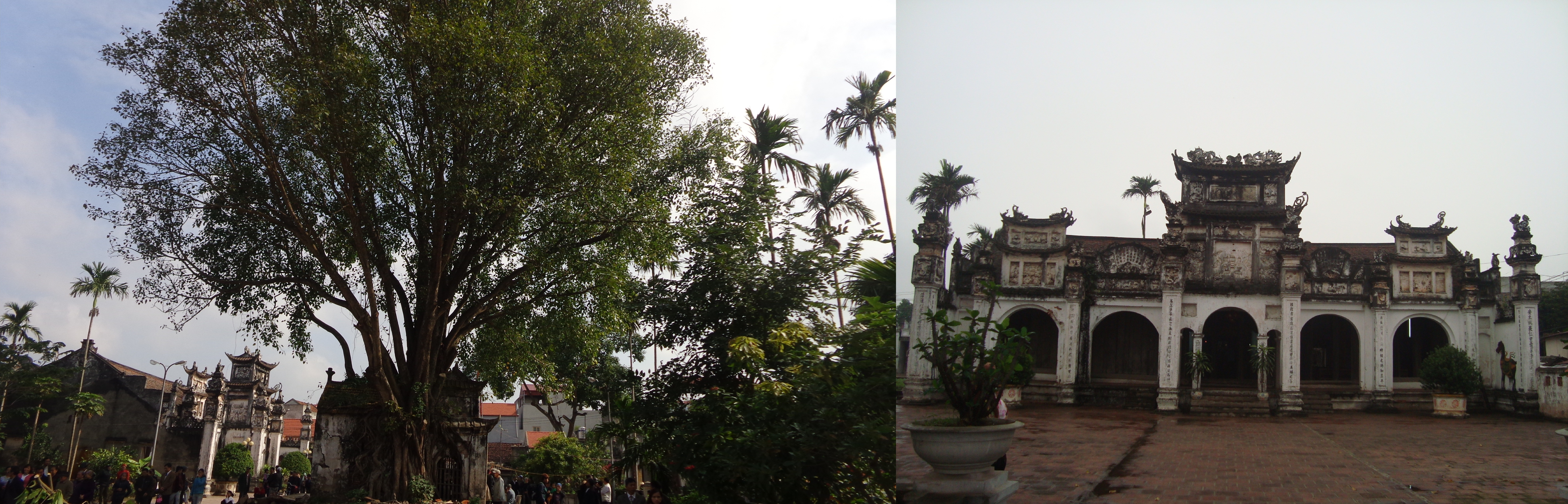
Nghè thuộc chùa Mui xã Tô Hiệu

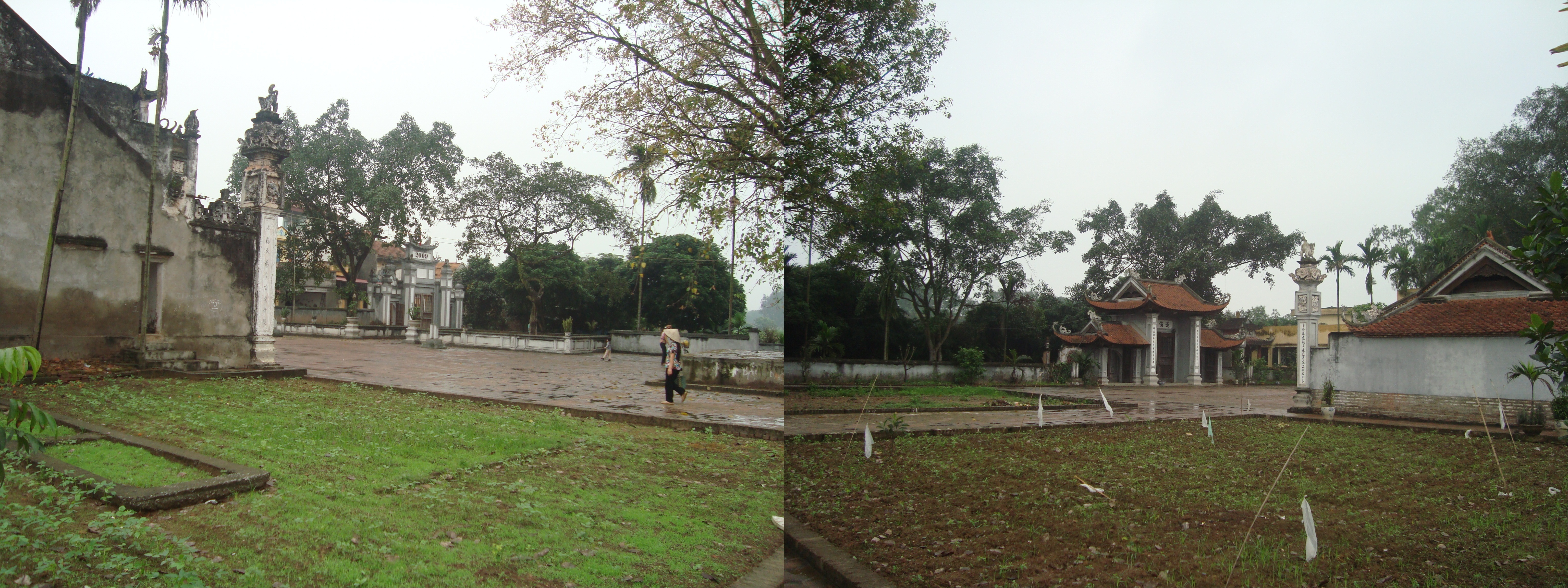
Cổng tam quan nghè và chùa Mui

Trong làng Mui có lễ hội vào mùng 7 tết hàng năm diễn ra tại chùa Mui. Khách từ tứ phương thường đổ về đây để xem lễ hội đánh gậy, múa lân, múa võ và nhiều tiết mục đặc sắc khác. Ở đây còn có một khu chợ cổ diễn ra tấp nập vào mỗi buổi sáng và chiều.

## Hành chính
Xã Tô Hiệu gồm các thôn An Duyên, Đông Duyên, Tử Dương (bao gồm cả khu dân cư phố Tía), An Định.

## Giao thông
- Cao tốc Pháp Vân - Cầu Giẽ
- Quốc lộ 1 cũ
- Đường tỉnh lộ 429.

## Kinh tế
Xã Tô Hiệu nằm ở vị trí giao thông thuận lợi. Nhóm thương mại dịch vụ phát triển ở thôn Tử Dương, phố Tía. Nhóm nghề mộc phát triển nhất ở thôn An Định. Các thôn khác: nông nghiệp, làm thợ,... 

## Danh nhân
- Doãn Hoành Tuấn hay 尹宏濬[8], người làng An Duyên, quan nhà Lê sơ, triều Lê Thánh Tông, đỗ Đệ tam giáp tiến sĩ xuất thân năm 1478[9], Thượng thư bộ Lễ, đi sứ nhà Minh năm 1480 mang thư trả lời nhà Minh của vua Lê về việc Đại Việt chinh phạt Ai Lao và tranh chấp biên giới Đại Việt-Đại Minh năm 1479.[10][11].
- Doãn Mậu Khôi 尹茂魁, đỗ Đệ tam giáp tiến sĩ xuất thân năm 1502[12], người làng An Duyên, Thượng thư bộ Lễ, tới thời Lê Uy Mục được cử đi sứ nhà Minh 1507 [13].
- Doãn Mậu Đàm 尹茂覃 hay còn gọi là Doãn Đàm (1557-?), quê gốc An Duyên, sau chuyển cư tới thôn Cự Phú xã Tam Đa huyện Phù Cừ tỉnh Hưng Yên, đỗ Đệ tam giáp tiến sĩ xuất thân năm 1586[14].